# Pleasantville (Iowa)
Pour les articles homonymes, voir Pleasantville (homonymie).
Pleasantville est une ville du comté de Marion, en Iowa, aux États-Unis. Elle est fondée en 1849 et incorporée le 11 juin 1872.

## Source de la traduction
- (en) Cet article est partiellement ou en totalité issu de l’article de Wikipédia en anglais intitulé « Pleasantville, Iowa » (voir la liste des auteurs).